# Episodi di The Big Bang Theory (undicesima stagione)
L'undicesima stagione della sitcom The Big Bang Theory è stata trasmessa in prima visione assoluta negli Stati Uniti d'America da CBS dal 25 settembre 2017 al 10 maggio 2018.
In Italia la stagione è stata pubblicata dal servizio on demand Infinity TV dal 24 gennaio 2018, poi trasmessa in prima visione da Joi, canale a pagamento della piattaforma Mediaset Premium, dal 13 febbraio 2018, e infine in chiaro da Italia 1 dal 7 novembre al 7 dicembre 2018.
| nº | Titolo originale                | Titolo italiano                     | Prima TV USA      | Prima TV Italia  |
| -- | ------------------------------- | ----------------------------------- | ----------------- | ---------------- |
| 1  | The Proposal Proposal           | La proposta proposta                | 25 settembre 2017 | 24 gennaio 2018  |
| 2  | The Retraction Reaction         | La reazione di ritrazione           | 2 ottobre 2017    | 24 gennaio 2018  |
| 3  | The Relaxation Integration      | L'integrazione del rilassamento     | 9 ottobre 2017    | 31 gennaio 2018  |
| 4  | The Explosion Implosion         | L'esplosione implosione             | 16 ottobre 2017   | 7 febbraio 2018  |
| 5  | The Collaboration Contamination | La contaminazione da collaborazione | 23 ottobre 2017   | 14 febbraio 2018 |
| 6  | The Proton Regeneration         | La rigenerazione del protone        | 2 novembre 2017   | 21 febbraio 2018 |
| 7  | The Geology Methodology         | La metodologia della geologia       | 9 novembre 2017   | 28 febbraio 2018 |
| 8  | The Tesla Recoil                | Tesla contro Tesla                  | 16 novembre 2017  | 7 marzo 2018     |
| 9  | The Bitcoin Entanglement        | La complicazione dei bitcoin        | 30 novembre 2017  | 14 marzo 2018    |
| 10 | The Confidence Erosion          | L'erosione della confidenza         | 7 dicembre 2017   | 21 marzo 2018    |
| 11 | The Celebration Reverberation   | Le ripercussioni dei festeggiamenti | 14 dicembre 2017  | 28 marzo 2018    |
| 12 | The Matrimonial Metric          | Le misurazioni matrimoniali         | 4 gennaio 2018    | 4 aprile 2018    |
| 13 | The Solo Oscillation            | L'oscillazione solista              | 11 gennaio 2018   | 11 aprile 2018   |
| 14 | The Separation Triangulation    | La triangolazione della separazione | 18 gennaio 2018   | 18 aprile 2018   |
| 15 | The Novelization Correlation    | La correlazione romanzesca          | 1º febbraio 2018  | 25 aprile 2018   |
| 16 | The Neonatal Nomenclature       | La nomenclatura neonatale           | 1º marzo 2018     | 2 maggio 2018    |
| 17 | The Athenaeum Allocation        | L'allocazione dell'ateneo           | 8 marzo 2018      | 9 maggio 2018    |
| 18 | The Gates Excitation            | L'eccitazione per Gates             | 29 marzo 2018     | 16 maggio 2018   |
| 19 | The Tenant Disassociation       | La dissociazione dell'inquilino     | 5 aprile 2018     | 23 maggio 2018   |
| 20 | The Reclusive Potential         | Il potenziale dell'isolamento       | 12 aprile 2018    | 30 maggio 2018   |
| 21 | The Comet Polarization          | La polarizzazione della cometa      | 19 aprile 2018    | 6 giugno 2018    |
| 22 | The Monetary Insufficiency      | L'insufficienza monetaria           | 26 aprile 2018    | 13 giugno 2018   |
| 23 | The Sibling Realignment         | Il riallineamento dei fratelli      | 3 maggio 2018     | 20 giugno 2018   |
| 24 | The Bow Tie Asymmetry           | L'asimmetria della farfalla         | 10 maggio 2018    | 27 giugno 2018   |

## La proposta proposta
- Titolo originale: The Proposal Proposal
- Diretto da: Mark Cendrowski
- Scritto da: Chuck Lorre, Eric Kaplan e Jeremy Howe (soggetto); Steve Holland, Maria Ferrari e Tara Hernandez (sceneggiatura)

### Trama
Dopo aver fatto la proposta di matrimonio a Amy e aver ricevuto una risposta positiva, Sheldon va a cena con la sua fidanzata e con i colleghi di lei, e i due finiscono per litigare perché il fisico cerca, senza riuscirci, di attirare su di sé le attenzioni dei commensali, intenti invece a celebrare la ragazza; dopo avere parlato con Stephen Hawking il ragazzo capisce il suo errore e promette alla futura moglie di fare di tutto per migliorarsi. Nel frattempo Bernadette scopre di essere di nuovo incinta, ma la notizia non sarà presa bene dai due neo-genitori, spaventati dall'avere subito un altro figlio.
- Guest star: Stephen Hawking (sé stesso), Laurie Metcalf (Mary Cooper), Riki Lindhome (Ramona Nowitzki)

## La reazione di ritrazione
- Titolo originale: The Retraction Reaction
- Diretto da: Mark Cendrowski
- Scritto da: Steven Molaro, Steve Holland e Maria Ferrari (soggetto); Dave Goetsch, Eric Kaplan e Anthony Del Broccolo (sceneggiatura)

### Trama
Leonard, dopo una scioccante intervista radiofonica in cui dice che la scienza è a un vicolo cieco e la Caltech raccoglie fondi inutilmente, rischia di essere licenziato e potrà tenersi il posto soltanto smentendo le sue dichiarazioni. Desolato per questo inconveniente, si ubriaca e chiede aiuto agli altri, ma tutti insieme finiscono per ubriacarsi di fronte alla tomba di Richard Feynman; il mattino seguente viene convocato alle risorse umane, dove scopre di avere mandato all'azienda una sconcertante e-mail mentre era sotto l'effetto dell'alcol. Nel frattempo Amy ha ricevuto una cospicua donazione e le sue ricerche vanno a gonfie vele, ma non può parlarne con il fidanzato perché lui è invidioso; decide quindi di vantarsi del suo lavoro con Bernadette, che fa lo stesso, ma le due finiranno per litigare perché la prima pensa alle sue scoperte per il bene dell'umanità, mentre la seconda solo ai tanti soldi che riceve dalla casa farmaceutica per cui lavora.
- Guest star: Ira Flatow (sé stesso), Regina King (Janine Davis)

## L'integrazione del rilassamento
- Titolo originale: The Relaxation Integration
- Diretto da: Mark Cendrowski
- Scritto da: Chuck Lorre, Steve Holland e Adam Faberman (soggetto); Maria Ferrari, Andy Gordon e Tara Hernandez (sceneggiatura)

### Trama
Sheldon e Amy stanno iniziando a organizzare il matrimonio, ma la sola scelta del giorno delle nozze fa impazzire il ragazzo, che durante il sonno immagina di essere una persona rilassata che lascia correre su tutto; questo tentativo di Sheldon però si dimostrerà fallimentare e il ragazzo deciderà di lasciare tutta la preparazione a Amy. Nel frattempo Bernadette esce con una nuova collega che è single, il che farà litigare Raj e Stuart, entrambi interessati alla ragazza.
- Guest star: Swati Kapila (Ruchi)

## L'esplosione implosione
- Titolo originale: The Explosion Implosion
- Diretto da: Mark Cendrowski
- Scritto da: Bill Prady, Maria Ferrari e Tara Hernandez (soggetto); Steve Holland, Eric Kaplan e Jeremy Howe (sceneggiatura)

### Trama
Howard e Bernadette scoprono che avranno un maschio e non ne sono molto felici, soprattutto lui perché non è molto virile; cercando tra le cose della sua infanzia trova un modellino di razzo che decide di montare, senza molta fortuna, con Sheldon. Questo fallimento lo farà sentire ancora peggio, ma l'insegnare all'amico a guidare, come farebbe un padre, lo tranquillizza. Nel frattempo Penny inizia a sentirsi con sua suocera Beverly, diventandone amica; questa cosa turba molto Leonard, soprattutto quando scopre che sua madre ha rivolto alla moglie parole di elogio che lui non ha mai ricevuto in tutta la sua vita. Quando il ragazzo contatta la madre per rivelarle il suo disappunto, Beverly gli dice che è orgogliosa di lui per la scelta fatta nel prendere come sposa Penny.
- Guest star: Christine Baranski (Beverly Hofstadter)

## La contaminazione da collaborazione
- Titolo originale: The Collaboration Contamination
- Diretto da: Nikki Lorre
- Scritto da: Steven Molaro, Steve Holland e Eric Kaplan (soggetto); Dave Goetsch, Maria Ferrari e Jeremy Howe (sceneggiatura)

### Trama
Amy ha bisogno di un ingegnere per un progetto sul controllo delle onde cerebrali sulle articolazioni robotiche e offre il lavoro ad Howard; i due iniziano a passare molto tempo insieme al lavoro, facendo sentire trascurati Sheldon e Raj, che si sfogano con gli altri amici. Questa loro assidua presenza però non è molto apprezzata: Sheldon torna a tormentare Leonard mentre Raj sta sempre da Bernadette. Penny però, grazie a un libro di Bernadette sull'educazione dei bambini, riesce a tenere a bada il fisico, ma finisce per litigare con il marito che la accusa di viziare troppo l'amico. Alla fine Raj e Sheldon decidono di trascorrere insieme il loro tempo libero.

## La rigenerazione del protone
- Titolo originale: The Proton Regeneration
- Diretto da: Mark Cendrowski
- Scritto da: Steven Molaro, Dave Goetsch e Alex Yonks (soggetto); Steve Holland, Andy Gordon e Jeremy Howe (sceneggiatura)

### Trama
Sheldon, venuto a sapere che vogliono riproporre la trasmissione scientifica del suo idolo da bambino, il professor Proton, decide di candidarsi come presentatore, ma i suoi tentativi di registrazione di un video per il provino non sono molto apprezzati dagli amici; decide quindi di chiedere aiuto a Wil Wheaton per recitare meglio la parte, ma alla fine sarà l'attore a essere scelto per ricoprire il ruolo, facendo andare su tutte le furie il fisico. Nel frattempo, dopo la seconda e inattesa gravidanza, Howard decide di sottoporsi a una vasectomia, i cui postumi operatori lo costringono a letto, costringendo la moglie a stancarsi talmente tanto che la ginecologa mette anche lei a riposo; dopo avere sfruttato come servitore Raj, i due si ritrovano come aiutante Penny. Nonostante la ragazza si riveli molto responsabile nell'occuparsi di Halley, i due continuano a non fidarsi di lei, chiedendo sia a Raj che Amy di tenerla d'occhio, esasperando Penny che, però, ottiene la sua rivincita contro i due genitori assistendo, al contrario di loro, alle prime parole pronunciate dalla piccola.
- Guest star: Wil Wheaton (sé stesso), Bob Newhart (dottor Arthur "Professor Proton" Jeffries), Pamela Adlon (voce di Halley Wolowitz)

## La metodologia della geologia
- Titolo originale: The Geology Methodology
- Diretto da: Mark Cendrowski
- Scritto da: Steve Holland, Anthony Del Broccolo e Adam Faberman (soggetto); Eric Kaplan, Maria Ferrari e Tara Hernandez (sceneggiatura)

### Trama
Bert propone a Sheldon di lavorare insieme a un progetto sulla materia oscura, ma il fisico rifiuta ritenendo la Geologia una scienza inutile; in realtà però vorrebbe lavorare insieme a lui a quel progetto ma, vergognandosi del parere che potrebbero avere gli altri scienziati, lo fa di nascosto. Quando il geologo scopre tutto lo sostituisce con Leonard. Nel frattempo Raj incontra per caso Ruchi e inizia a frequentarsi con lei; quando scopre che la ragazza non vuole nessuna relazione seria e ritiene che quello che la gente chiama amore sia solo dovuto a una reazione biochimica, il ragazzo decide di smettere di vederla, fino a che, parlando con Howard e Bernadette, capisce quanto possa essere appagante una relazione che contempli solo il sesso, anche se per lui emotivamente complicata.
- Guest star: Swati Kapila (Ruchi), Brian Posehn (Bert)

## Tesla contro Tesla
- Titolo originale: The Tesla Recoil
- Diretto da: Anthony Rich
- Scritto da: Chuck Lorre, Eric Kaplan e Tara Hernandez (soggetto); Steve Holland, Maria Ferrari e Jeremy Howe (sceneggiatura)

### Trama
Sheldon propone al Colonnello Williams una versione migliore del progetto realizzato con Leonard e Howard, senza tuttavia dirlo ai suoi amici che, una volta scoperto l'accaduto, lo accusano di essersi comportato come Edison nei confronti degli scienziati a cui ha rubato le idee. I due però decidono di vendicarsi trovando un modo per migliorare la versione dell'amico. Avendo necessità di aiuto per i calcoli chiedono aiuto a Kripke, che però presenta il progetto a suo nome lasciando i tre a mani vuote. Nel frattempo Bernadette chiede a Raj di scoprire se Ruchi, con cui si sta frequentando, sta cercando di approfittarsi della sua assenza per soffiarle i progetti a cui sta lavorando; la ragazza ammette candidamente che lo sta facendo e, dopo una discussione con l'astrofisico, lo scarica.
- Guest star: Dean Norris (Colonnello Richard Williams), John Ross Bowie (Barry Kripke), Swati Kapila (Ruchi)

## La complicazione dei bitcoin
- Titolo originale: The Bitcoin Entanglement
- Diretto da: Mark Cendrowski
- Scritto da: Steve Holland, Andy Gordon e Jeremy Howe (soggetto); Dave Goetsch, Maria Ferrari e Anthony Del Broccolo (sceneggiatura)

### Trama
Sheldon ricorda agli amici che sette anni prima hanno minato dei bitcoin che ora valgono circa 5.000 dollari l'uno e sono quindi ricchi. Cercando di ripercorrere gli eventi degli anni precedenti per cercare il computer dove sono i Bitcoin esce fuori che Leonard, Howard e Raj hanno escluso Sheldon dal progetto, che ha meditato vendetta per tutti questi anni: ha infatti rubato dal laptop dell'ex coinquilino i codici delle monete virtuali, nascondendoli però nella penna USB che Leonard usa come portachiavi e che ha sempre con sé, salvo poi scoprire che il ragazzo ha perso la penna anni prima e con essa tutti i soldi.
- Guest star: Brian Thomas Smith (Zach)

## L'erosione della confidenza
- Titolo originale: The Confidence Erosion
- Diretto da: Mark Cendrowski
- Scritto da: Bill Prady, Maria Ferrari e Adam Faberman (soggetto); Steve Holland, Eric Kaplan e Tara Hernandez (sceneggiatura)

### Trama
Sheldon e Amy continuano a preparare il matrimonio credendo di avere trovato un metodo per non litigare come fanno tutte le coppie, ma ciò non si rivela efficace; decidono quindi di andare in comune a sposarsi solo loro due, ma una volta chiamati, poco prima di farlo, il ragazzo cambia idea e decide che vuole un matrimonio tradizionale. Nel frattempo Raj ha un colloquio all'osservatorio Griffith per un lavoro come sviluppatore e narratore degli spettacoli del planetario, ma gli va male: il ragazzo, abbattuto, chiede consiglio al padre, che incolpa Howard di prenderlo sempre in giro e abbattere la sua autostima, e decide quindi che non vuole più avere a che fare con lui. A causa del prematuro licenziamento del vincitore del colloquio Raj viene infine assunto e, dopo uno spettacolo di successo al planetario, Leonard nota Howard nascosto in disparte e lo invita a riunirsi, ma egli rifiuta quando vede una ragazza che chiede all'indiano di prendere un caffè insieme perché ritiene che la sua vita sia migliorata da quando non sono più amici.
- Guest star: Brian George (Signor Koothrappali)

## Le ripercussioni dei festeggiamenti
- Titolo originale: The Celebration Reverberation
- Diretto da: Mark Cendrowski
- Scritto da: Steve Holland, Eric Kaplan e Alex Ayers (soggetto); Dave Goetsch, Maria Ferrari e Jeremy Howe (sceneggiatura)

### Trama
Raj e Howard sono ancora arrabbiati per i rispettivi comportamenti e il secondo, per ripicca, nonostante non ne avesse voglia, organizza una festa di compleanno per la figlia senza invitare il primo; la festa però non l'aveva davvero organizzata ed è costretto a chiedere l'aiuto dell'amico, che accetta e i due così si riappacificano. Nel frattempo Sheldon organizza una cena storicamente accurata a tema La casa nella prateria per il compleanno di Amy, ma qualcosa del cibo da lui preparato li fa stare male entrambi. Intanto Leonard, dopo avere letto la lettera con gli auguri di Natale del fratello, cerca di pensare a cosa ha fatto di grandioso nell'ultimo anno con la moglie, ma a entrambi non viene in mente nulla.

## Le misurazioni matrimoniali
- Titolo originale: The Matrimonial Metric
- Diretto da: Mark Cendrowski
- Scritto da: Maria Ferrari, Tara Hernandez e Jeremy Howe (soggetto); Steve Holland, Eric Kaplan e Andy Gordon (sceneggiatura)

### Trama
Sheldon e Amy, indecisi su quale dei loro amici scegliere come testimone e damigella d'onore, decidono di usare una serie di test per capire chi sia il migliore per quel ruolo e demandare così la scelta alla scienza, in modo da non sentirsi responsabili dei sentimenti degli esclusi. Quando gli amici però se ne accorgono si arrabbiano con i due. Dopo le scuse di Sheldon, Leonard gli spiega che, essendo loro gli sposi, devono solo pensare a loro: vengono così scelti Leonard e, dopo essersi resa conto che Amy è la sua migliore amica arrabbiandosi per non essere ancora stata scelta, Penny.

## L'oscillazione solista
- Titolo originale: The Solo Oscillation
- Diretto da: Mark Cendrowski
- Scritto da: Chuck Lorre, Steve Holland e Anthony Del Broccolo (soggetto); Eric Kaplan, Maria Ferrari e Jeremy Howe (sceneggiatura)

### Trama
Sheldon, infelice perché non sta lavorando su nulla di appassionante, su consiglio di Amy decide di passare del tempo da solo per trovare un argomento di studio che lo appassioni; lo trova parlando con Penny, a cui spiega la Teoria delle Stringhe, che aveva abbandonato essendo arrivato a un punto morto, e rendendosi conto che può analizzare la teoria con un approccio che non aveva ancora considerato. Nel frattempo Amy, cacciata di casa dal fidanzato, passa del tempo con Leonard facendo esperimenti che entrambi hanno fatto da piccoli. Intanto Howard deve lasciare il gruppo che ha con Raj perché non riesce ad aiutare Bernadette e contemporaneamente fare le prove con l'amico, che è così costretto a trovare un altro componente: Bert. L'ingegnere però viene rispedito da Bernadette nel gruppo perché, anziché aiutarla, sta scrivendo un musical sugli astronauti, così il duo, diventato un trio, si esibisce a un bar mitzvah.
- Guest star: Laurie Metcalf (Mary Cooper), Brian Posehn (Bert), Pamela Adlon (voce di Halley Wolowitz)

## La triangolazione della separazione
- Titolo originale: The Separation Triangulation
- Diretto da: Mark Cendrowski
- Scritto da: Chuck Lorre, Eric Kaplan e Maria Ferrari (soggetto); Steven Molaro, Steve Holland e Tara Hernandez (sceneggiatura)

### Trama
Raj, durante una delle sue mostre al planetario, viene avvicinato da una ragazza, Nell, con cui comincia una breve relazione prima di scoprire che lei ha da poco divorziato. Il suo ex, Oliver, va al planetario per incontrare l'astrofisico che, inizialmente spaventato, si convince della bontà d'animo di quest'ultimo e i due diventano amici. Quando Nell lo scopre molla Raj e si rimette con Oliver, che va a festeggiare proprio con l'indiano. Nel frattempo Sheldon convince i suoi amici ad affittargli la sua vecchia camera per poterci lavorare; Leonard rimane molto a disagio di fronte all'atteggiamento pressoché perfetto dell'ex inquilino e infatti, quando il fisico torna ad approfittarsi di lui, ne rimane contento.
- Guest star: Beth Behrs (Nell), Walton Goggins (Oliver)

## La correlazione romanzesca
- Titolo originale: The Novelization Correlation
- Diretto da: Mark Cendrowski
- Scritto da: Steve Holland, Andy Gordon e Adam Faberman (soggetto); Eric Kaplan, Maria Ferrari e Jeremy Howe (sceneggiatura)

### Trama
Sheldon, desideroso di stroncare la riedizione della trasmissione del professor Proton, rimane però colpito dall'interpretazione di Wil Wheaton nei panni del professore e, dopo avere scoperto che Howard è apparso come ospite, prova, dopo le doverose scuse, a convincere il presentatore a fare apparire anche lui, che però sarebbe più interessato a Amy visto che è una donna. Sheldon allora lo propone alla fidanzata, la quale rifiuta, poiché teme che il ragazzo ne sarebbe invidioso. Sheldon ci rimane male quando scopre che sia la ragazza che i suoi amici si precludono molte cose per evitare di infastidirlo e, non volendo che Amy debba fare delle rinunce per colpa sua, la convince a presenziare al programma e incoraggiare così altre ragazze ad appassionarsi alla scienza. Nel frattempo Leonard, impegnato nella scrittura di un giallo che vede come protagonista un fisico di nome Logan Dean, fa leggere a Bernadette la bozza e lei mette in evidenza che Ilsa, il capo e l'interesse amoroso del protagonista, è ispirata a Penny, specialmente per via del comportamento di sufficienza e sarcasmo con cui si relaziona al protagonista; la ragazza ci rimane male sentendo che quella è l'opinione che suo marito ha di lei, ma poi il marito decide di lasciare perdere il libro quando comprende che in realtà (inconsapevolmente) Ilsa è ispirata a sua madre Beverly.
- Guest star: Christine Baranski (Beverly Hofstadter), Wil Wheaton (sé stesso)

## La nomenclatura neonatale
- Titolo originale: The Neonatal Nomenclature
- Diretto da: Gay Linvill
- Scritto da: Eric Kaplan, Maria Ferrari e Anthony Del Broccolo (soggetto); Steve Holland, Tara Hernandez e Adam Faberman (sceneggiatura)

### Trama
La data prevista per la nascita del secondo figlio è finalmente giunta e Bernadette non vede l'ora che ciò avvenga, ma potrebbero volerci ancora fino a due settimane. Dato che Howard deve aiutare Amy a scrivere una richiesta di finanziamento, chiede agli amici di passare del tempo con lei, in attesa della rottura delle acque. Si ritrovano però tutti nella loro casa, su invito di Sheldon che vuole fare giocare tutti a un complicato gioco da tavolo, mentre i due litigano perché Bernadette ha scelto in autonomia come nome del figlio quello di suo padre Michael. Alla fine, dopo il parto, mediano chiamando il figlio Neil Michael Wolowitz.

## L'allocazione dell'ateneo
- Titolo originale: The Athenaeum Allocation
- Diretto da: Mark Cendrowski
- Scritto da: Steve Holland, Steven Molaro e Tara Hernandez (soggetto); Dave Goetsch, Eric Kaplan e Maria Ferrari (sceneggiatura)

### Trama
Sheldon e Amy hanno finalmente deciso la data del matrimonio, ma manca il luogo dove celebrare l'evento. La ragazza propone quindi l'Athenaeum club della loro università, per la felicità del futuro marito in quanto Einstein ne era membro. Quando si recano a vederla però Sheldon scopre Leonard a mangiare lì, nonostante lui gli abbia detto quanto fosse difficile diventarne membri allo scopo di avere un posto dove l'amico non potesse entrare. Nonostante ciò lui acconsente a prenotarla, salvo scoprire che lo ha già fatto Kripke per lo stesso giorno per festeggiare il suo compleanno. L'odiato collega però, nonostante la richiesta, si rifiuta di cedere il giorno, salvo farlo dopo che Leonard, per espiare la bugia, fa al posto suo un odioso lavoro di pulizia di grasso irradiato da alcuni barili, aiutato da Sheldon che si era recato anche lui a chiedere nuovamente a Kripke di cedere il giorno. Quando danno la bella notizia a Amy con tutte le altre richieste di Barry, tra cui cantare al matrimonio, lei decide di trovare un altro posto. Nel frattempo Howard, dopo la nascita del secondo figlio, pensa che uno dei due genitori debba rimanere a casa lasciando il lavoro e pensa di farlo lui stesso, ma non riesce a passare una sola giornata dietro i figli senza l'aiuto di Raj, stancandosi molto lo stesso. Bernadette invece, convinta di potere rimanere a casa e lasciare il lavoro, dopo essere andata in ufficio a prendere Penny per pranzare insieme, si mette al lavoro capendo quanto le mancasse.
- Guest star: John Ross Bowie (Barry Kripke)

## L'eccitazione per Gates
- Titolo originale: The Gates Excitation
- Diretto da: Mark Cendrowski
- Scritto da: Eric Kaplan, Maria Ferrari e Andy Gordon (soggetto); Steve Holland, Tara Hernandez e Jeremy Howe (sceneggiatura)

### Trama
Penny viene incaricata di mostrare a Bill Gates l'azienda farmaceutica per cui lavora perché la sua fondazione vuole sviluppare vaccini economici e, quando lo dice ai ragazzi, loro ne sono tutti entusiasti tranne Sheldon, che pensa sia solo uno scherzo. Nonostante la ragazza non voglia portare nessuno con lei perché l'agenda dell'imprenditore è piena Leonard scopre l'hotel in cui alloggia e lui, Howard e Raj si recano subito lì e lo conoscono. Penny però riesce a strappare un invito per il marito al rinfresco organizzato il giorno successivo, che rifiuta fingendosi malato per non farsi scoprire; quando però lei lo videochiama per fargli vedere Gates la bugia viene fuori. Nel frattempo Amy passa del tempo con Bernadette che, anche in assenza dei figli, non fa che parlare di loro; quando ciò le viene fatto notare lei si rammarica perché teme di diventare una di quelle mamme che non fa che parlare della prole. La neurobiologa però le spiega come il cervello delle neo-mamme si sviluppi molto, così la microbiologa sfrutterà i racconti che legge ai bambini per imparare nuove cose.
- Guest star: Bill Gates (sé stesso)

## La dissociazione dell'inquilino
- Titolo originale: The Tenant Disassociation
- Diretto da: Mark Cendrowski
- Scritto da: Steve Holland, Jeremy Howe e Trevor Alper (soggetto); Dave Goetsch, Eric Kaplan e Maria Ferrari (sceneggiatura)

### Trama
Sheldon, grazie al suo potere di presidente dell'associazione dei coinquilini, di cui è anche l'unico membro, fa rimuovere il furgone ambulante di pastrami che staziona sotto l'edificio; Penny e Leonard, arrabbiati, provano a rimuoverlo dalla carica, ma falliscono per mancanza di voti. Alla fine, grazie a Amy, Leonard diventa il nuovo presidente ma, quando realizza che Sheldon sarà all'opposizione, pronto a criticarlo di continuo, capisce l'errore che ha fatto. Nel frattempo Howard e Raj trovano nel giardino del primo un drone rotto e, dopo averlo riparato, tramite quello che ha registrato rintracciano la proprietaria, un'affascinante ragazza di cui Raj, dopo averle restituito l'oggetto, ottiene il numero di telefono per poi chiederle di uscire.
- Guest star: Michelle Arthur (Sig.ra Petrescu), Parvesh Cheena (Marcus), Bob Stephenson (Wendell), Megan McGown (Cynthia)

## Il potenziale dell'isolamento
- Titolo originale: The Reclusive Potential
- Diretto da: Mark Cendrowski
- Scritto da: Maria Ferrari, Anthony Del Broccolo e Tara Hernandezr (soggetto); Steve Holland, Eric Kaplan e Adam Faberman (sceneggiatura)

### Trama
Sheldon viene invitato dal Dottor Robert Wolcott, con cui scambia delle lettere riguardo alla teoria delle stringhe, nella sua baita, dove vive isolato dal mondo; la fidanzata, preoccupata, manda Leonard con lui e si uniscono anche Howard e Raj. Arrivati alla baita i ragazzi scoprono che il dottore è praticamente impazzito ed è ossessionato che qualcuno rubi le sue scoperte, che però tutti ammettono essere strabilianti. Sorprendentemente però Sheldon, pur adorando il suo stile di vita, non se ne sente attratto e capisce che vuole continuare la sua vita così, con gli amici e Amy. Nel frattempo Penny e Bernadette hanno organizzato un addio al nubilato per la loro amica simulando un club del cucito; Amy però, per quanto abbia detto di non volere fare pazzie, vorrebbe fare l'esatto contrario. Le ragazze allora se ne vanno in un bar per passare una serata sconvolgente, ma la futura sposa dopo pochi minuti cade addormentata ubriaca e viene così riportata a casa, ma le amiche le fanno credere che prima di svenire abbia fatto follie.
- Guest star: Peter MacNicol (Dottor Robert Wolcott), Edward James Gage (Nicholas), James Maslow (barista)

## La polarizzazione della cometa
- Titolo originale: The Comet Polarization
- Diretto da: Mark Cendrowski
- Scritto da: Steve Holland, Bill Prady e Eric Kaplan (soggetto); Maria Ferrari, Andy Gordon e Tara Hernandez (sceneggiatura)

### Trama
I ragazzi sono sul tetto in attesa di osservare, tramite il telescopio di Raj, il pianeta Mercurio; quando tocca a Penny lei osserva un corpo che si scopre essere una cometa, di cui l'astrofisico si prenderà tutti i meriti, mandando la ragazza su tutte le furie. Nonostante l'ammettere che la scoperta sia condivisa con la ragazza potrebbe fargli perdere di credito nella comunità scientifica Penny pretende comunque che il ragazzo dia anche a lei il nome del corpo celeste scoperto. Nel frattempo, dopo che Neil Gaiman ha twittato di essersi trovato molto bene nella fumetteria di Stuart, il negozio diviene molto frequentato, al punto che il ragazzo è costretto ad assumere una commessa, Denise. Sheldon, dapprima turbato per la presenza sia di tanti sconosciuti sia di una nuova persona dietro al bancone, su consiglio di Howard mette alla prova la ragazza, che si rivela assai preparata, per la gioia del ragazzo e la gelosia di Amy, che non fa che sentire il suo fidanzato parlare di Denise. La ragazza allora si reca in fumetteria, pretendendo dalla commessa di ricevere informazioni sui fumetti, così da riuscire a parlarne con il futuro marito.
- Guest star: Neil Gaiman (sé stesso), Lauren Lapkus (Denise)

## L'insufficienza monetaria
- Titolo originale: The Monetary Insufficiency
- Diretto da: Nikki Lorre
- Scritto da: Dave Goetsch, Maria Ferrari e Tara Hernandez (soggetto); Steve Holland, Eric Kaplan e Jeremy Howe (sceneggiatura)

### Trama
Sheldon, desideroso di costruire una macchina che provi la sua ipotesi legata alla teoria delle stringhe, inizia a cercare dei modi per trovare i soldi necessari ma, dopo la bocciatura della richiesta fatta al rettore, prova con la vendita dei suoi fumetti, l'uso dei suoi risparmi e una raccolta fondi tramite crowdfunding; la somma necessaria però è insufficiente e decide così di tentare nei casinò di Las Vegas, da cui viene cacciato perché tentava di applicare delle formule matematiche alla roulette. Nel frattempo Amy è in cerca di un abito da sposa con l'aiuto di Penny e Bernadette, ma quello scelto non piace alle amiche; quando esse glielo dicono lei ci rimane molto male e pensa di restituirlo, ma l'espressione estasiata del fidanzato la convince a tenerlo.
- Guest star: Joshua Malina (Rettore Siebert)

## Il riallineamento dei fratelli
- Titolo originale: The Sibling Realignment
- Diretto da: Mark Cendrowski
- Scritto da: Steve Holland, Eric Kaplan e Anthony Del Broccolo (soggetto); Dave Goetsch, Maria Ferrari e Jeremy Howe (sceneggiatura)

### Trama
Sheldon, costretto dalla madre (che altrimenti non si presenterebbe al suo matrimonio), si reca in Texas, accompagnato da Leonard, per riconciliarsi con suo fratello maggiore George, con cui non si parla da anni. Il fisico è ancora arrabbiato per le vessazioni subite da piccolo, mentre il fratello, uomo d'affari di successo che gestisce una catena di negozi di pneumatici, non sopporta il fatto che né lui né il resto della famiglia abbiano mai sentito dei ringraziamenti da parte sua, dal momento che tutti lo hanno continuamente protetto e coccolato senza mai fargli pesare nulla, nemmeno la brutta situazione in casa dopo la morte del padre. Sheldon capisce quindi di essere stato ingiusto con il fratello maggiore; gli chiede scusa e lo ringrazia dal profondo del cuore, così che George accetta l'invito al matrimonio. Nel frattempo, a causa dei figli di Howard e Bernadette, tutti tranne Penny si prendono la congiuntivite a una settimana dal matrimonio, ma fortunatamente l'infiammazione si può curare in poco tempo.
- Guest star: Jerry O'Connell (George Cooper Jr.)

## L'asimmetria della farfalla
- Titolo originale: The Bow Tie Asymmetry
- Diretto da: Mark Cendrowski
- Scritto da: Chuck Lorre, Steven Molaro e Maria Ferrari (soggetto); Steve Holland, Eric Kaplan e Tara Hernandez (sceneggiatura)

### Trama
Il giorno del matrimonio è finalmente arrivato e tutto il gruppo è impegnato per l'evento in vari compiti, tra cui accogliere le famiglie degli sposi, in particolare la madre di Amy che, con il suo carattere particolare, rischia di rovinare tutto. Anche poco prima della cerimonia infatti, dato il ritardo degli sposi, teme che Sheldon abbia abbandonato sua figlia, ma Penny la tiene a bada, con la gratitudine del signor Fowler, da sempre succube della moglie. I due sposi sono in ritardo perché la frase di Mary al figlio sul fatto che talvolta l'asimmetria rende le cose perfette fa balenare in testa a Sheldon una teoria delle stringhe basata sulla superasimmetria e, una volta parlatone con la futura moglie, i due si mettono al lavoro usando lo specchio della ragazza come lavagna, fino a che Penny li fa smettere per celebrare l'evento. I due allora si recano nella sala e, con grande sorpresa del ragazzo, trovano come officiante, al posto del previsto Wil Wheaton, Mark Hamill, che ha accettato come ringraziamento per Howard Wolowitz che gli ha ritrovato il cane. La sua presenza alla cerimonia inoltre fa accettare a Denise l'invito di Stuart che, correggendo continuamente il protagonista di Star Wars perché conosce molto meglio di lui tutta la saga, appare interessante agli occhi della ragazza.
- Guest star: Mark Hamill (sé stesso), Wil Wheaton (sé stesso), Laurie Metcalf (Mary Cooper), Kathy Bates (Sig.ra Fowler), Jerry O'Connell (George Cooper Jr.), Raymond Joseph Teller (Larry Fowler), John Ross Bowie (Barry Kripke), Brian Posehn (Bert), Courtney Henggeler (Missy Cooper), Lauren Lapkus (Denise)